# Posten Norge
Posten Norge AS er postvæsenet i Norge. Posten er en af Norges største virksomheder med leveringer over hele landet. Posten Norge er samtidig også en af Norges ældste og største statslige virksomheder, oprettet af Christian IV i 1647.
Koncernen omsatte i 2006 for 23,7 milliarder kroner. .
Dag Mejdell har været koncernchef i Posten siden 16. januar 2006, mens Arvid Moss har været leder siden 17. juni 2002.
Sammen med datterselskaberne Citymail og Citymail Danmark deler Posten Norge breve ud til 5,2 millioner husstande i Skandinavien, og er det nordiske postselskab som når ud til flest medlemmer.

## Selskaber, der indgår i koncernen
- Box Delivery
- Box Solutions
- Citymail
- ErgoGroup
- Frigoscandia
- Nor-Cargo
- Talk2Me

## Eksterne Henvisninger
- Officiel hjemmeside
- Posten milepæle Arkiveret 29. september 2006 hos  Wayback Machine
- Læs mere på Postmuseet Arkiveret 13. august 2006 hos  Wayback Machine
- Officiel hjemmeside ErgoGroup Arkiveret 30. september 2007 hos  Wayback Machine

| Firma | Spire Denne artikel om et firma eller en virksomhed i Norge er en spire som bør udbygges. Du er velkommen til at hjælpe Wikipedia ved at udvide den. |